# 李康
李康（1957年5月—），女，壮族，广西扶绥人，中华人民共和国政治人物。广西民族学院中文系汉语言文学专业毕业，广西师范大学社会文化与旅游学院在职研究生班经济史专业在职研究生学历。中国共产党第十七届、十八届中央委员会候补委员。第十届全国人大代表。

## 生平
历任广西民族学院团委书记、副教授，广西壮族自治区高校工委宣传部副部长，中共南宁市委宣传部部长、市委常委、市委组织部部长、市委副书记，钦州市委副书记、代市长、市长，广西壮族自治区人事厅厅长、自治区党委组织部副部长等职。2008年1月，当选广西壮族自治区人民政府副主席。2015年11月，升任中共广西壮族自治区党委常委、统战部部长。同年12月，辞去广西壮族自治区人民政府副主席。2016年11月，不再担任中共广西壮族自治区党委常委、统战部部长。2017年1月，被补选为政协第十一届广西壮族自治区委员会副主席。2018年2月24日，当选为第十三届全国人大代表。